# Атропатена
Атропатена (стпер. Ātṛpātakāna, стгрч. Ἀτροπατηνή, лат. Atropatene) или Атропатенска Медија (лат. Media Atropatene) је древно краљевство које су у 4. вијеку п. н. е. основали ирански племићи у сјеверозападном дијелу некадашње персијске сатрапије Медије. Име је добила по свом оснивачу Атропату, персијском племићу који је након Александровог освајања Персије постао таст македонског официра Пердике. Када је године 323. п. н. е. Александар умро, Пердика је проглашен регентом па је одлучио реорганизовати царство подјелом у Вавилону.в. 336–323 BC Дотадашња сатрапија Медија је подијељена у двије нове сатрапије - тзв. Велика Медија која је припала македонском генералу Питону и мањи, сјеверозападни дио који је припао Атропату и отада постао познат као Атропатова Медија.
Атропат је након смрти свог зета, користећи хаос настао сталним ратовима дијадоха, прогласио независност и одбио признати Селеука I Никатора за свог владара. У каснијим деценијима, атропатенски владари су повремено постајали вазалима Селеукида, да би се потом почели окретати Партијском царству и Арсакидима, који су њихово подручје звали Атурпатакан. С временом су Арсакиди анектирали Атропатену, али је она тада већ стекла засебни карактер и више никада није административно припајана Медији. Свој карактер и назив је Атропатена задржала и под Сасанидима, а у 7. вијеку су је под калифом Омаром анектирали Арапи. Назив Атурпатакан је с временом под утицајем арапског језика еволуирао у данашњи Азербејџан.
Име Атропатене је такође било номинални предак имена историјског региона Азербејџан у Ирану.

## Име
Према Страбону, име Атропатене потиче од имена Атропата, команданта Ахеменидског царства. Како пише у својој књизи „Географија”: „Медија је подељена на два дела. Један део се зове Велика Медија, чија је метропола Екбатана. Други део је Атропатска Медија, која је добила име по команданту Атропату, који је спречио и ову земљу, која је била део Велике Медије, да постане потчињена Македонцима“.
Од имена Атропате, у различитим изворима коришћени су различити облици имена ове земље као што су Атропатена, Атропатска Медија, Тропатена, Атурпатакан, Адарбајан. Ипак, средњовековни арапски географи су предложили другу верзију која повезује ово име са Адорбадором (име свештеника) што значи „чувар ватре“.

## Историја
Године 331. п. н. е., током битке код Гаугамеле између ахеменидског владара Дарија III и Александра Великог, Међани, Сакасенци, Кадусијци су се борили заједно са војском великог краља Ахеменида у војсци Атропата. После овог рата, који је резултирао победом Александра Великог и падом Ахеменидског царства, Атропат је изразио своју лојалност Александру. Године 328-327. п. н. е., Александар га је именовао за гувернера Медије. Након смрти Александра Великог 323 пне, македонска освајања су подељена међу дијадохима приликом Вавилонске поделе. Некадашња ахеменидска сатрапија Медија била је подељена на две државе: Већи (јужни) део – Media Magna додељен је Питону, једном од Александрових телохранитеља.
Мања (северна) област, која је била подсатрапија Матијене, постала је Media Atropatene под Атропатом, бившим ахеменидским гувернером целе Медије, који је до тада постао таст Пердике, регента Александровог именованог наследника. Убрзо након тога, Атропат је одбио да буде одан Селеуку и учинио је Медију Атропатену независном краљевином. Године 223. п. н. е., Антиох III је дошао на власт у Селеукидском царству, једној од хеленистичких држава које су настале након смрти Александра. Антиох је напао Атропатену, и извојевао победу.
Сходно томе, краљ Атропатене, Артабазан, прихватио је власт Селеукида и постао вазал; с друге стране очувана је унутрашња независност. У исто време, Римско царство се појавило у басену Средоземног мора и покушавало је да прошири своју моћ на Исток. Године 190. п. н. е. његова војска се сусрела и поразила војску Селеукида у бици код Магнезије. Партија и Атропатена су касније сматрале да је Рим претња њиховој независности и удружиле су се у борби против Рима.
Након битке између Рима и Партијаца 38. п. н. е., Римљани су победили и римски војсковођа Антоније је напао Фраспу (36. п. н. е.), један од централних градова Атропатене. Град је био окружен јаком одбраном. После дуге блокаде, Антоније се повукао, изгубивши отприлике тридесет пет хиљада војника. Суочени са покушајима Партијаца да припоје Атропатену, Атропатена је почела да се приближава Риму, те је Ариобарзан II, који је дошао на власт у Атропатени 20. п. н. е., живео у Риму десетак година. Династија коју су основали Атропатенци ће владати краљевством неколико векова, прво самостално, а затим као вазали Арсакида (који су је звали Атурпатакан). Касније ју је заменила линија Арсакида.
Током касне партске ере, царство је опадало, што је резултирало слабљењем контроле над западним Ираном. Иранолог Тураџ Даријаје тврди да је владавина партијског монарха Вологаса V (в. 191–208) била „прекретница у историји Арсакида, јер је династија изгубила велики део свог престижа.“ Народ Атропатене (племство и сељаштво) удружили се са персијским сасанидским принцом Ардаширом I (в. 224–242) током његових ратова против сина Вологаза V и другог наследника Артабана IV (в. 216–224). Године 226, Атропатена се покорила уз мали отпор Ардаширу I након што је победио и убио Артабана IV у бици код Хормоздгана. Ардашир I и његов син и наследник Шапур I (в. 240–270) су приказани на стенском рељефу у близини Салмаса, вероватно као сведочанство о сасанидском освајању Атропатене. Племство Атропатене се највероватније удружило са Сасанидцима због жеље за снажном државом способном да одржи ред. Свештенство, које се можда осећало отуђеним од лакомислених Арсакида, вероватно је такође подржавало сасанидску породицу, због повезаности са зороастризмом.

## Зороастризам
Старост зороастризма довела је до недостатка знања о географији Авесте, као и неизвесности о месту рођења њеног пророка, Зороастера. Као резултат тога, локалне тврдње су се појавиле прилично лако, а уз одговарајућу подршку, чак су и биле прихваћене. Ово је довело до тога да је Зороастерово родно место постављено у Атропатену, а не на исток, одакле је он у стварности потицао.

## Престоница
Главно ахеменидско средиште у Атропатени био је Ганзак (од медијског: Ganzaka, што значи „ризница“), који је вероватно служио као престоница Атропате и његових наследника. Град се налазио у плодној области у близини језера Урмија, близу модерног града Мијандоаба. Град и његова околина вероватно су били домаћини великој иранској популацији, док велики део становништва Атропатене највероватније још није био потпуно иранизован до 3. века п. н. е.

## Оставштина
Атропатена је била једина иранска регија која је остала под зороастријском влашћу од Ахеменида до арапског освајања без прекида, осим што је накратко владао македонски краљ Александар Велики (в. 336–323 BC). Под Атропатидима, регион је успешно успео да задобије доминантно место у зороастризму, које ће се наставити и у сасанидском периоду, чији су монарси фаворизовали медијску традицију у односу на традицију Партијаца. Штавише, Атропатена је такође служила као упориште иранске културе.